# Ambala Cantt.
Ambala Cantt. là một thị xã quân sự (cantonment) của quận Ambala thuộc bang Haryana, Ấn Độ.

## Nhân khẩu
Theo điều tra dân số năm 2001 của Ấn Độ, Ambala Cantt. có dân số 61.625 người. Phái nam chiếm 60% tổng số dân và phái nữ chiếm 40%. Ambala Cantt. có tỷ lệ 79% biết đọc biết viết, cao hơn tỷ lệ trung bình toàn quốc là 59,5%: tỷ lệ cho phái nam là 84%, và tỷ lệ cho phái nữ là 71%. Tại Ambala Cantt., 12% dân số nhỏ hơn 6 tuổi.